# 몬덴역
몬덴역(일본어: 門田駅)은 일본 후쿠시마현 아이즈와카마쓰시에 있는 아이즈 철도 아이즈 선의 역이다.

## 역사
- 1927년 11월 1일: 국유철도의 역으로 개업.
- 1987년
  - 4월 1일: 일본 철도 민영화에 의하여 동일본여객철도(JR 동일본)에 승계됨.
  - 7월 16일: 아이즈 철도로의 전환 및 역 무인화, 교환 설비 공용 개시.

## 역 구조
상대식 승강장 2면 2선의 지상역으로 무인 역이다.
국철 시대에는 비교적 큰 목조 역사를 가지고 있었지만, 몬덴 동네의 중심부에서 약간 떨어진 곳에 위치한 것도 있어 이용객은 적고, 국철 시대 말기에는 여객 취급 직원이 주재할 뿐이었다. 아이즈 철도 전환 후 한 동안은 역사의 사무실 부분은 창고로 쓰였다. 현재의 역사는 간이 대합실 기능만 있는 건물이다.

## 역 주변
- 사와 강
- 국도 제118호선
- 후쿠시마 현도 212호 몬덴 정차장선

## 인접역
| 아이즈 철도 ■ 아이즈 선          | 아이즈 철도 ■ 아이즈 선                          | 아이즈 철도 ■ 아이즈 선        |
| -------------------------------- | ------------------------------------------------ | ------------------------------ |
| 미나미와카마쓰 니시와카마쓰 방면 | □ 쾌속 "AIZU 마운트 익스프레스"(1호 이외) ■ 보통 | 아마야 아이즈코겐오제구치 방면 |